# King David Hotel
Hotel King David u Jeruzalemu je jedan od najpoznatijih izraelskih hotela. Hotel je otvoren 1931. i tijekom 1930-ih godina čak su tri gosta bili pripadnici kraljevskih kuća koji su boravili tu u egzilu: španjolski kralj Alfons XIII. koji je bio prisiljen abdicirati, etiopski car Haile Selasije koji je tu našao utočište bježeći pred Talijanima 1936., i grčki kralj Đuro II. koji je koristio hotel kao bazu sa svoju egzilsku vladu kada je nacistička Njemačka okupirala Grčku 1942.
Tijekom britanskoh perioda u Palestini južno krilo hotela korišteno je kao baza za britansku administraciju. Na britanski štab izvršen je 1946. teroristički napad za koji je odgovornost preuzela teroristička organizacija Irgun. Ukupno je 91 osoba poginula u atentatu.